# Carqueja-de-escudo-vermelho
Carqueja-de-escudo-vermelho ou galeirão-de-escudo-vermelho (Fulica rufifrons) é uma espécie de ave da família Rallidae.
Pode ser encontrada nos seguintes países: Argentina, Brasil, Chile, Ilhas Malvinas, Paraguai, Peru, Ilhas Geórgia do Sul e Sandwich do Sul e Uruguai.
Os seus habitats naturais são: pântanos.